# Warren (Connecticut)
Warren – miasto w Stanach Zjednoczonych, w stanie Connecticut, w hrabstwie Litchfield.